# 1923 (телесеріал)
1923 — американський драматичний телесеріал-вестерн, прем'єра якого відбулася 18 грудня 2022 року на Paramount+. Серіал є приквелом до серіалу Paramount Network «Єллоустоун» і є продовженням серіалу «1883», де Ізабель Мей повторює свою роль вже як оповідачка Ельза Даттон.

## Сюжет
Серіал розповідає про покоління родини Даттон у 1923 році, під час різноманітних труднощів, включаючи «сухий закон», посуху та ранні етапи Великої депресії, яка вплинула на Монтану задовго до краху Волл-стріт у 1929 році.

## Акторський склад

### Головний
- Гелен Міррен у ролі Кари Даттон, дружини Джейкоба Даттона та матріарха родини Даттон[2]. Не маючи дітей, Джейкоб і Кара виховували Джона-старшого і Спенсера Даттона як своїх власних[3].
- Гаррісон Форд у ролі Джейкоба Даттона, патріарха родини Даттонів і старшого брата Джеймса Даттона (якого зіграв Тім Макгро в «1883»).
- Брендон Скленар — Спенсер Даттон, молодший син Джеймса та Маргарет Даттон. Спенсер був свідком жахів Першої світової війни та мандрує Африкою, вистежуючи велику дичину[en][4]. Чарлі Стовер зіграв Спенсера Даттона-дитину під час спогадів про 1893 рік у двох епізодах четвертого сезону «Єллоустоуну».
- Джулія Шлепфер[en] у ролі Олександри, вільнодумної жінки з вищого класу[en] Великої Британії, яка зустрічає Спенсера в Африці.
- Джером Флінн у ролі Беннера Крейтона, шотландського вівчара та супротивника Даттонів[5].
- Даррен Манн[en] — Джек Даттон, син і єдина дитина Джона Даттона-старшого, онук Джеймса Даттона та внучатий племінник Джейкоба Даттона. Він відданий власник ранчо, який глибоко відданий своїй родині.
- Ізабель Мей — оповідач, Ельза Даттон[6]. Мей також зіграла Ельзу Даттон у «1883».
- Браян Джераті[en] в ролі Зейна Девіса, надзвичайно відданого начальника ранчо «Даттон».
- Аміна Нівес у ролі Теонни Рейнвотер, непокірної молодої жінки з народу Кроу, яку забрали з родини та помістили в школу-інтернат для дівчат, яка фінансується федеральним урядом Сполучених Штатів, але має надзвичайно жорстокого й садистського католицького священика[en] на посаді директора.
- Мішель Рендольф[d] у ролі Елізабет «Ліз» Страффорд, завзятої та здібної молодої жінки та нареченої Джека Даттона.
- Тімоті Далтон у ролі Дональда Вітфілда, могутнього, багатого бізнес-магната, який звик отримувати те, що хоче[7].

### Другорядний
- Роберт Патрік — шериф Вільям Макдауелл, шериф округу Галлатін і друг родини Даттон[8].
- Дженніфер Елі — сестра Мері, жорстока і аб'юзивна ірландська католицька[en] черниця, яка викладає в католицькій школі-інтернаті для американських індіанців, часто конфліктуючи з Теонною[9].
- Себастьян Роше в ролі отця Рено, самозакоханого французького римо-католицького священика[en] та садистського директора католицької школи-інтернату.
- Марлі Шелтон — Емма Даттон, дружина Джона Даттона-старшого і мати Джека Даттона.
- Ліна Робінсон[d] у ролі Баапухті, американської індіанки, учениці католицької школи-інтернату та двоюрідної сестри Теонни[10].
- Калеб Мартін у ролі Денніса, найманого робітника на ранчо Даттон.
- Браян Коновал у ролі Клайда/Клайва, шотландського пастуха, давнього соратника Крейтона та колишнього офіцера поліції Чикаго[en], який працює шпигуном Вітфілда.
- Майкл Ґрейайз[en] у ролі Хенка Пленті Клаудса, пастуха Кроу із резервації Брокен-Рок, який стикається з Теонною, коли вона втікає.

### Інші
- Джеймс Бедж Дейл у ролі Джона Даттона-старшого, старшого сина Джеймса та Маргарет Даттон, найстаршого племінника Джейкоба Даттона та його правої руки. Оді Рік зіграв Джона Даттона-дитину в «1883». Джек Майкл Доук зіграв його в ролі підлітка під час спогадів 1893 року в двох епізодах четвертого сезону «Єллоустоуну».
- Керрі О'Меллі[en] — сестра Аліса, жорстока черниця в католицькій школі-інтернаті, яка наживається на своїх підопічних.
- Тім ДеКей[en] у ролі Боба Страффорда, батька Елізабет, власника ранчо та сусіда Даттонів[11].
- Нік Борейн[en] у ролі Річарда Голланда, керівника групи сафарі в Африці, який наймає Спенсера полювати на людожерів.
- Брюс Девісон[en] у ролі принца Артура, графа Сассексського, батька колишнього нареченого Олександри та члена британської королівської сім'ї[12].
- Майкл Спірс[en] у ролі Той-що-біжить-з-конем, вождя резервації Брокен-Рок, батька Теонни та сусіда Даттонів.
- Амелія Ріко[d] в ролі Іссаксче Рейнуотер, апсалукі (кроу), яка прагне возз'єднатися зі своєю онукою Теонною[11].
- Джо Еллен Пеллман[en] у ролі Дженніфер, британської світської левиці та подруги Олександри.
- Рейф Соул у ролі молодого Артура[en], сина принца Артура та колишнього нареченого Олександри.
- Колін Мосс[en] у ролі Чарльза Хардіна, британського колоніального інспектора з будівництва залізниці в Танганьїці, який наймає Спенсера для усунення гієни-людожера.
- Джесалін Ґілсіґ — Беверлі Страффорд, мати Елізабет, яка звикла до міського життя.
- Петер Стормаре — Лукка, смертельно хворий капітан буксира, що базується в Момбасі[11].
- Танк Саде[en] — отець Кілліан, католицький священик, посланий вистежити Теонну.
- Джозеф Моул у ролі капітана Шиплі, британського морського капітана корабля «S.S. Lambridge».
- Джеймі Макшейн у ролі маршала Кента, який очолює пошуки Теонни.
- Керрі Грем[en] — Чедвік Бентон, адвокат, якого Вітфілд найняв представляти Крейтона.
- Кейлін Райс — Крісті, повія[13]
- Медісон Роджерс — Лінді, повія[13]
- Коул Брінґс Пленті[en] в ролі Піта Пленті Клаудса, сина-підлітка Хенка та пастуха[14].
- Уоллес Ленгем[en] у ролі Кайла Мерфі, кредитного інспектора[en] в Бозмені, який відмовляється надати кредит Джейкобу.
- Джой Османські[en] — Еліс Девіс (уроджена Чоу), дружина Зейна, яку тримаєють в таємниці через закони проти змішування[en].
- Деміан О'Харе[en] в ролі капітана Герлі, морського капітана «RMS Majestic»[en].

## Епізоди
| № серії | Назва серії                   | Режисер(и)    | Сценарист(и)   | Оригінальна дата виходу |
| --- | ----------------------------- | ------------- | -------------- | ----------------------- |
| 1 | «1923»                        | Бен Річардсон | Тейлор Шерідан | 18 грудня 2022          |
| У флешфорварді Кара Даттон вистежує чоловіка, який напав на родину Даттон, і вбиває його під час протистояння. В Африці її племінник Спенсер, найманий мисливець на велику дичину, стріляє в шаленого лева, а потім їде до Найробі, де його наймають убити леопарда в сафарі-таборі. У Монтані Джейкоб Даттон і його люди зупиняються, щоб оцінити руйнування від посухи та сарани на луках, перш ніж їхати в Бозмен. Джейкоб головує на зборах Тваринницької асоціації штату Монтана, яка виносить рішення проти шотландських тваринників на чолі з Беннером Крейтоном, які вторгаються на ферми, щоб нагодувати своїх голодуючих овець. Повернувшись на ранчо Йеллоустоун, молодий Джек Даттон збирається одружитися на сусідці Елізабет, але його покликали допомогти загнати худобу на височину, залишивши Кару згладжувати справи з родиною нареченої. На пагорбах Джек зустрічає стадо овець, і в нього стріляють. Тим часом у католицькій індіанській школі-інтернаті Теонна Рейнвотер зазнає фізичного та психічного насильства з боку сестри Мері. Вона дає відсіч, лише щоб зіткнутися з гнівом директора, отця Рено, і подальшими наслідками з боку черниць.                                     |                               |               |                |                         |
| 2 | «Nature's Empty Throne»       | Бен Річардсон | Тейлор Шерідан | 25 грудня 2022          |
| Джейкоб і єллоустонські ковбої рятують Джека від пастухів овець. Вони вішають п'ятьох із них як покарання за вторгнення та напад на Джека, хоча Беннеру вдається втекти. Джейкоб наказує зігнати овець зі схилу гори та передати їх вершникам-індіанцям, щоб вони відігнали їх до резервації, яка перебуває у скруті. Теонна продовжує протистояти насильству з боку сестри Мері. Її бабуся Іссаксче відвідує наглядача державних шкіл-інтернатів, домагаючись опіки над Теонною. Тим часом у Кенії, убивши пару леопардів, Спенсер зустрічає британську жінку на ім’я Александра, і вони закохуються одне в одного. Вона залишає свого нареченого і приєднується до Спенсера, який вирушає на своє наступне завдання в Серенгеті. |                               |               |                |                         |
| 3 | «The War Has Come Home»       | Бен Річардсон | Тейлор Шерідан | 1 січня 2023            |
| Джейкоб і його племінники повертаються на ранчо. Беннер повертається додому й збирає пастухів овець, щоб задумати помсту Даттонам. Джейкоб їде до міста та розмовляє з шерифом про пастухів, а його родина спостерігає за сучасними атрибутами, які Єллоустоунський національний парк приносить у Бозмен. Повертаючись на ранчо наступного дня, вони потрапляють у засідку пастухів. Джон гине, а Джейкоб і Елізабет тяжко поранені. Підкріплення прибуває і вбиває скотарів, але Беннер і кілька інших тікають. Поки лікар піклується про Джейкоба, Кара пише листа на прохання Джейкоба, благаючи Спенсера повернутися додому, щоб захистити землю його родини. Тим часом в Африці Спенсер просить Александру вийти за нього заміж, а потім рятує її від нападу слона та прайду левів. |                               |               |                |                         |
| 4 | «War and the Turquoise Tide»  | Бен Річардсон | Тейлор Шерідан | 8 січня 2023            |
| Наслідки стрілецької засідки вівчарів є серйозними. Джейкоб прикутий до ліжка, а Джек і Елізабет стикаються з тим, що їх мати наполягає на тому, щоб вона переїхала на схід. Оскільки багато його союзників загинуло, Беннер зустрічається з гірничим магнатом Дональдом Вітфілдом, щоб отримати підтримку у своїй війні проти родини Даттон. Джейкоб радить Карі взяти на себе ведення ранчо, але покинути боротьбу заради повернення Спенсера. Повідомляючи групі, що Джейкоб поїхав до Вайомінгу, щоб полювати на крадіїв худоби, Кара представляє його на зборах асоціації тваринників і переконує членів погодитися з планом Даттона щодо нової поліції. Після безперервних знущань з боку сестри Мері, Теонна нарешті вбиває її перед тим, як втекти зі школи. Спенсер стає ближчим до своєї нареченої та отримує лист від Кари про те, що триває війна. |                               |               |                |                         |
| 5 | «Ghost of Zebrina»            | Гай Ферленд   | Тейлор Шерідан | 5 лютого 2023           |
| На ранчо Даттон настає меланхолійна рутина, і вдова Джона Емма покінчує з життям. В Африці Спенсер і його наречена Алекс починають довгу подорож до Монтани. У Момбасі, почувши, що подорож океанським лайнером триватиме місяці, Спенсер записується матросом на місцевий буксир, який доставить його до Суецького каналу, де він організує подальший перехід до Америки. Отримавши сповіщення про вбивство сестер Мері та Еліс, отець Рено жорстоко допитує Баапуксі, а потім посилає трьох священиків за її кузиною Теонною. У бедленді Теонна відбивається від вовка, а потім зустрічає пастуха-кроу Хенка, який пропонує їй допомогу. Тим часом Беннер прив’язує свої статки до планів Вітфілда з видобутку золота, оскільки бізнес з вирощування великої рогатої худоби занепадає. Пропустивши своє весілля, Джек і Елізабет вимовляють обітниці наодинці на схилі пагорба. Пізніше Елізабет розповідає, що вагітна. Джейкоб повільно одужує від ран. Тим часом Алекс наполягає на тому, щоб приєднатися до Спенсера. На шляху до Суецького каналу їхній буксир врізається в покинуте французьке вантажне судно та перекидається.                                                                     |                               |               |                |                         |
| 6 | «One Ocean Closer to Destiny» | Гай Ферленд   | Тейлор Шерідан | 12 лютого 2023          |
| Спенсер і Алекс ледве виживають, коли буксир перекидається у водах, повних акул, і зрештою їх рятує корабель «S.S. Lambridge», який доставить їх до Марселя. Його капітан погоджується одружити їх у міжнародних водах, запропонувавши для церемонії каблучку своєї дружини. Повернувшись у Монтану, Кара та шериф МакДауелл починають процес найму агентів з купівлі/продажу худоби. Коли Кара неохоче визнає, що Джейкоб живий і знаходиться на ранчо Даттонів, її відвідує шериф і попереджає Джейкоба, що він докопається до вбивства скотарів. Бажання Джейкоба помститися переможене його усвідомленням намірів гірничого магната вичавити Даттонів, і він клянеться припинити посягання. Маршали напали на дім Іссаксче, вбивши її під час пошуку Теонни. Тим часом Хенк дає Теонні чоловічий одяг і ім'я Джо, а також спалює її речі зі школи. |                               |               |                |                         |
| 7 | «The Rule of Five Hundred»    | Бен Річардсон | Тейлор Шерідан | 19 лютого 2023          |
| Джейкоб, Джек і загін з ранчо вирушають разом із шерифом Макдауелом, щоб заарештувати Беннера в розкішному будинку, подарованому йому Вітфілдом. Здивований тим, що Джейкоб все ще живий, Беннер обіцяє, що їхня війна не закінчилася. Один із нещодавно найнятих агентів повідомляє Вітфілду про ситуацію, той потім посилає свого адвоката допомогти Беннеру. Батько Теонни знаходить Іссаксче мертвою у її хатині. Коли він знаходить сліди нападників, прибуває син Хенка Піт, щоб повідомити йому, що Теонна ховається в бедленді. Вони потрапляють в криваву сутичку зі священиками, яких прислали забрати її. Двоє священиків знаходять Теонну, і Хенк рятує її, але його вбивають. Тим часом Спенсер і Алекс опиняються на Сицилії, де несподівано зустрічають колишнього нареченого Алекс. |                               |               |                |                         |
| 8 | «Nothing Left to Lose»        | Бен Річардсон | Тейлор Шерідан | 26 лютого 2023          |
| Після того, як священики не повертаються, отець Рено та Маршалл Кент шукають Теонну. Той-що-біжить-з-конем і Піт Багато Хмар знаходять Теонну та ведуть її з собою на південь. Беннера відпускають без застави, і вони з Джейкобом знову погрожують один одному. Алісу, дружину Зейна, бригадира ранчо Даттон, заарештовують за метисацію, а Зейна б'є поліція. Тим часом Спенсер і Алекс сідають на борт «SS Majestic», що прямує до Лондона. Колишній наречений Алекс, Артур, викликає Спенсера на дуель, яку Спенсер виграє. Однак Артур нападає на нього, і Спенсер викидає Артура за борт, в рамках самозахисту. Незважаючи на те, що звинувачення не висувається, батько Артура, граф Сассекський, наказує капітану висадити Спенсера з судна в найближчому порту. Алекс дізнається, що її батьки домовилися про її повернення до Лондона, і що вона не може залишити корабель. Побачивши, як Спенсера забирають, вона заявляє, що знайде його в Бозмені. Повернувшись на ранчо Даттонів, Вітфілд прибуває, щоб оголосити, що він заплатив їхній податок на майно, і якщо вони не зможуть повернути його до кінця року, акт на землю за замовчуванням перейде до нього. Єлизавета переживає викидень. |                               |               |                |                         |

## Виробництво

### Розробка
У лютому 2022 року було оголошено, що було замовлено другий серіал-приквел до серіалу «Єллоустоун» під назвою «1932», дія якого відбудеться після «1883». У червні назва була змінена на «1923». У грудні 2022 року Тейлор Шерідан пояснив: «Ніхто не мав такої свободи, як я, відколи Роберт Еванс керував Paramount», і прокоментував вартість виробництва «1923»: «Я б посперечався, що „1883“ був найдорожчим першим сезоном телевізійного шоу, яке будь-коли створювалося. Це — було набагато дорожче». У лютому 2023 року Paramount+ продовжив серіал на другий сезон.

### Сценарій
На написання сценарію серіалу вплинули інші спін-офи «Єллоустоуна»; наприклад, обидва приквели написані як такі, де мова ведеться від Ізабель Мей, яка в серіалі «1883» зіграла Ельзу, доньку Джеймса та Маргарет Даттон. Мей — єдина акторка, яка має головні ролі в обох приквелах.

### Кастинг
У травні 2022 року Гелен Міррен і Гаррісон Форд були обрані на головні ролі в серіалі. Востаннє вони разом знімалися 36 років тому у фільмі «Москітовий берег». Як стало відомо в інтерв'ю Джеймсу Хібберду з «The Hollywood Reporter» у лютому 2023 року, Форд прийняв пропозицію зіграти Джейкоба Даттона, незважаючи на те, що в 2002 році він сказав, що працює лише раз на рік, посилаючись на пандемію COVID-19 і свої зобов'язання щодо головної ролі в фільмі, прем'єра котрого відтерміновувалась — «Індіана Джонс і реліквія долі», як причини, чому він не зробив стільки роботи, скільки хотів, і хотів спробувати щось нове. Як і у випадку зі своєю роллю в «Правдива терапія», Форд погодився на роль ще до того, як був готовий сценарій, вірячи, що Шерідану вдасться створити хороший.
В інтерв'ю «Deadline Hollywood» Шерідан пояснив, що змусив Форда полетіти на його власному літаку на ранчо Шерідана, і сказав йому: "[сценарій] ще не написаний, але ти маєш підписатися на це зараз. Мені потрібно знати, для кого я пишу… Я влив в нього приблизно дві пляшки вина. Він сказав «так». Потім Шерідан продовжив: «Потім прийшла Гелен [Міррен], і те саме. Випийте келих вина».
У вересні 2022 року до акторського складу доєдналися Себастьян Роше, Джеймс Бедж Дейл, Даррен Манн, Марлі Шелтон, Мішель Рендольф, Браян Джераті, Аміна Нівес і Джулія Шлепфер.

### Зйомки
Попереднє виробництво почалося в Б'ютті, штат Монтана, у липні 2022 року.
Зйомки мали розпочатися 22 серпня, також у Б'ютті, оскільки це місто було дублером для Бозмена. Основні зйомки проводилися по всій Монтані, причому багато сцен у Монтані знімали в тих самих місцях, що й «Єллоустоун». Додаткові сцени були зняті в Кенії, Мальті, Південній Африці та Танзанії. Деякі зі сцен, які відбуваються на океанському лайнері «RMS Majestic», насправді були зняті на RMS Queen Mary, який зараз є плавучим готелем, пришвартованим у Лонг-Біч, штат Каліфорнія.
Очікувалося, що серіал коштуватиме від 30 до 35 мільйонів доларів за епізод.
Серіал розрахований на два сезони по вісім епізодів кожен. У лютому 2023 року серіал було продовжено на другий сезон. Зйомки другого сезону були відкладені через Страйк Гільдії сценаристів Америки у 2023 році.
Зйомки другого сезону почалися в Остіні, штат Техас, 8 липня 2024 року і мають завершитися в середині вересня.
Перший сезон транслювався двома блоками по чотири епізоди в кожному, з перервою в місяць між четвертим та п'ятим епізодами.

## Сприняття
На веб-сайті Rotten Tomatoes рейтинг схвалення 1923 склав 90 % із середнім рейтингом 7,0/10 на основі 39 відгуків критиків. Консенсус веб-сайту говорить: «Вирізняючись невимовною зірковою силою Гаррісона Форда та Гелен Міррен, серіал „1923“ є ще одним серйозним, але невблаганно похмурим доповненням до всесвіту „Єллоустоуна“ Тейлора Шерідана». На Metacritic, який використовує середньозважене значення, серіал отримав оцінку 67 зі 100, на основі 15 відгуків критиків, що вказує на «загалом схвальні відгуки».
За даними «Paramount», дебютний епізод зібрав 7,4 мільйона глядачів як у програмованій, так і в стрімінговій трансляціях, що зробило його найбільшим дебютом Paramount+ за всю історію.

### Нагороди і номінації
| Рік  | Нагорода                              | Категорія                                           | Номінант (-ти) | Результат    | Прим.         |
| ---- | ------------------------------------- | --------------------------------------------------- | -------------- | ------------ | ------------- |
| 2024 | AACTA                                 | Найкраща актриса в серіалі                          | Гелен Міррен   | Номінація    | [ 44 ]        |
| 2024 | Премія Astra TV                       | Найкращий стримінговий серіал, драма                | 1923           | Номінація    | [ 45 ]        |
| 2024 | Премія Astra TV                       | Найкращий актор у стримінговому серіалі, драма      | Гаррісон Форд  | Номінація    | [ 45 ]        |
| 2024 | Премія Astra TV                       | Найкраща жіноча роль у стримінговому серіалі, драма | Гелен Міррен   | Номінація    | [ 45 ]        |
| 2024 | Премія Astra TV                       | Найкраща режисура в стримінговому серіалі, драма    | Бен Річардсон  | Номінація    | [ 45 ]        |
| 2024 | Премія Astra TV                       | Найкращий сценарій у стримінговому серіалі, драма   | Тейлор Шерідан | Номінація    | [ 45 ]        |
| 2024 | Золотий глобус                        | Найкращий телесеріал — драма                        | 1923           | Номінація    | [ 46 ] [ 47 ] |
| 2024 | Золотий глобус                        | Найкращу жіноча роль у телесеріалі — драма          | Гелен Міррен   | Номінація    | [ 46 ] [ 47 ] |
| 2024 | Супутник                              | Найкращий телесеріал — драма                        | 1923           | Номінація    | [ 48 ]        |
| 2024 | Супутник                              | Найкраща чоловіча роль у телесеріалі — драма        | Гаррісон Форд  | Номінація    | [ 48 ]        |
| 2024 | Супутник                              | Найкраща жіноча роль у телесеріалі — драма          | Гелен Міррен   | Перемога     | [ 48 ]        |
| 2024 | Премія «Women's Image Network Awards» | Видатний драматичний серіал                         | 1923           | В очікуванні |               |
| 2024 | Премія «Women's Image Network Awards» | Найкраща жіноча роль — драма або жанровий серіал    | Гелен Міррен   | В очікуванні |               |
| 2024 | Премія «Women's Image Network Awards» | Найкраща жіноча роль — драма або жанровий серіал    | Аміна Нівес    | В очікуванні |               |